# Liberia en los Juegos Olímpicos de Múnich 1972
Liberia estuvo representada en los Juegos Olímpicos de Múnich 1972 por cinco deportistas masculinos que compitieron en atletismo.
El portador de la bandera en la ceremonia de apertura fue el atleta Thomas Howe. El equipo olímpico liberiano no obtuvo ninguna medalla en estos Juegos.